# DiesOtto
DiesOtto est une appellation utilisée par la firme automobile allemande Mercedes-Benz pour désigner un type de moteur combinant les avantages d'un moteur Diesel et d'un moteur essence traditionnel, en référence à l'inventeur du moteur essence à cycle à quatre temps Nikolaus Otto.